# Nikodem Kujawa
Nikodem Kujawa (ur. 17 sierpnia 1898 w Głuchowie, zm. 18 marca 1920 pod wsią Putyłowicze w gminie Łuhyny) – żołnierz armii niemieckiej i Wojska Polskiego w II Rzeczypospolitej, kawaler Orderu Virtuti Militari.

## Życiorys
Urodził się 17 sierpnia 1898 w Głuchowie, w rodzinie Józefa i Marianny z Wawrzyniaków. Szkołę powszechną ukończył w Komornikach. W 1913 roku został wcielony do armii niemieckiej, w której służył (do 1918 roku) w szeregach 11 kompanii 154 pułku piechoty.
Od 24 lutego 1919 roku w Wojsku Polskim. Jako szeregowiec służył w 3. kompanii kartaczowej 50 pułku piechoty Strzelców Kresowych. Uczestniczył w wojnie z bolszewicką Rosją. Poległ trafiony pociskiem karabinowym w głowę podczas walk pod wsią Putyłowicze, kiedy jako dowódca obsługi karabinu maszynowego utrzymał swoje stanowisko pod silnym ogniem artylerii nieprzyjaciela, wspieranego pociągiem pancernym i jego oddziałem wypadowym. Śmiertelny postrzał otrzymał podczas zmiany stanowiska. 
Rozkazem nr 36 3 Armii z 17 października 1920 odznaczony został pośmiertnie Krzyżem Srebrnym Orderu Virtuti Militari. Nadanie to zostało następnie potwierdzone dekretem Wodza Naczelnego marszałka Józefa Piłsudskiego L.2971 z 13 maja 1921 roku (opublikowanym w Dzienniku Personalnym Ministerstwa Spraw Wojskowych Nr 23 z dnia 11 czerwca 1921 r.). Miejsce jego spoczynku pozostaje nieznane. Nikodem Kujawa nie zdążył założyć rodziny.  

## Ordery i odznaczenia
- Krzyż Srebrny Orderu Virtuti Militari[5] nr 2149 (106)[a]